# Alan Burridge
Alan Burridge (Poole, 7 maggio 1951) è uno scrittore britannico. È il biografo ufficiale della band heavy metal Motörhead e anche un noto scrittore di romanzi e novelle.

## Biografia
Burridge è nato nella contea Dorset, in Inghilterra, e fin da giovane è stato un lettore e scrittore, con un interesse particolare per la musica, che tuttora continua ad accompagnarlo. Dal 1977 cominciò a interessarsi della band dei Motörhead e nel gennaio 1980 contribuì alla nascita del fanzine Motörhead Magazine.
In seguito ha fatto nascere anche Motörheadbangers, il fan club ufficiale della band londinese, che inizialmente era stato cominciato da Helen, sorella del batterista Phil Taylor, la quale ha continuato però solo fino al 1983.
Alan Burridge è anche l'autore delle recensioni degli album dei Motörhead che compaiono sul loro sito ufficiale; inoltre ha scritto alcune note iniziali per due raccolte non ufficiali della band, come Welcome to the Bear Trap e From the Vaults.

## Opere

### Non-fiction
- Motörhead, Babylon Books, 1981, ISBN 0-86001-935-7.
- Record Collector Motörhead feature: Issue 140, aprile 1991.
- Record Collector Motörhead feature: Issue 167, luglio 1993.
- The Illustrated Collector's Guide To Motörhead, Collector's Guide Publishing, Canada, 1994, ISBN 0-9695736-2-6.
- Motörheadbangers Diary Of The Fans Volume 1, 2002, ISBN 1-903949-14-9.

### Fiction
- The Message, 2001, ISBN 1-903949-04-1
- Dark Eyes,  2001, ISBN 1-903949-36-X
- The Wizard's Last Spell,  2001, ISBN 1-903949-10-6
- Dream Reapers, 2001, ISBN 1-903949-06-8
- Deal Gone Down, 2002, ISBN 1-903949-16-5
- Snapper, 2002, ISBN 1-903949-17-3
- AfterShock, 2002, ISBN 1-903949-18-1
- Violent Society, 2002, ISBN 1-903949-15-7
- Audrey's Story, 2003, ISBN 1-903949-27-0
- Bewitching Times, 2003, ISBN 1-903949-30-0
- A Conspiracy Of Silence, 2004, ISBN 1-903949-38-6
- Guttersnipes, 2005, ISBN 1-903949-40-8

## Sito ufficiale
Sito ufficiale, su alanburridge.freeuk.com. 
| Controllo di autorità | VIAF (EN) 242105570 · ISNI (EN) 0000 0000 5251 9155 · Europeana agent/base/90784 · LCCN (EN) no96009388 |